# Aedes nigromaculis
Aedes nigromaculis — вид двокрилих комах родини Комарі (Culicidae). Цей вид є переносником вірусу західного енцефаломієліту коней та вірусу каліфорнійського енцефаліту, які є небезпечними для людини.

## Поширення
Зустрічається у вологих місцях на заході США: на болотах, пасовищах, луках, поблизу іригаційних систем.

## Опис
Середнього розміру комарі (10-15 мм завдовжки) з поздовжніми лініями з жовтувато-білих лусочок на верхній поверхні черева. Широка смуга з білими лусочками наявна в основі кожного членика лапок.

## Розмноження
Відкладає на поверхні води подовгуваті, гладкі яйця, з яких через 2 години вилуплюються личинки. Розвиток проходить, в залежності від погодних умов, за 7-16 днів.